# Renée Poetschka
Renée Elise Poetschka (née le 1er mai 1971 à Dampier) est une athlète australienne spécialiste du 400 mètres et du 400 mètres haies. Elle est la sœur de Lauren Poetschka.

## Carrière

### Palmarès
| Date | Compétition           | Lieu      | Résultat | Performance   |
| ---- | --------------------- | --------- | -------- | ------------- |
| 1992 | Jeux olympiques d'été | Barcelone | 7e       | 3 min 26 s 42 |
| 1994 | Jeux du Commonwealth  | Victoria  | 5e       | 51 s 51       |
| 1995 | Championnats du monde | Göteborg  | 3e       | 3 min 25 s 88 |

### Records
| Épreuve          | Performance | Lieu      | Date             |
| ---------------- | ----------- | --------- | ---------------- |
| 400 mètres       | 50 s 24     | Monaco    | 25 juillet 1995  |
| 400 mètres haies | 59 s 25     | Gateshead | 1er juillet 1994 |